# Sommer-Paralympics 2016/Teilnehmer (Seychellen)
| stlisierte Goldmedaille | stlisierte Silbermedaille | stlisierte Bronzemedaille |
| ----------------------- | ------------------------- | ------------------------- |
| —                       | —                         | —                         |

Die Seychellen entsendeten zu den Paralympischen Sommerspielen 2016 in Rio de Janeiro einen Athleten. Es ist nach 1992 erst die zweite Teilnahme. 

## Teilnehmer nach Sportart

### Leichtathletik
Männer:
- Cyril Charles (Speerwurf F56/57)